# Bodangora
Bodangora är en ort i Australien. Den ligger i kommunen Wellington och delstaten New South Wales, i den sydöstra delen av landet, omkring 260 kilometer nordväst om delstatshuvudstaden Sydney. Orten hade 79 invånare år 2016.
Runt Bodangora är det mycket glesbefolkat, med 2 invånare per kvadratkilometer.. Närmaste större samhälle är Wellington, omkring 13 kilometer sydväst om Bodangora.
Trakten runt Bodangora består till största delen av jordbruksmark. Genomsnittlig årsnederbörd är 755 millimeter. Den regnigaste månaden är februari, med i genomsnitt 139 mm nederbörd, och den torraste är oktober, med 16 mm nederbörd.